# Тайсойган (Узункольський район)
Тайсойга́н (каз. Тайсойған) — село у складі Узункольського району Костанайської області Казахстану. Адміністративний центр Убаганського сільського округу.
Населення — 270 осіб (2021; 714 у 2009, 901 у 1999, 1120 у 1989).